# Suad Beširević
Suad Beširević, slovenski nogometaš in trener, * 4. marec 1963, Ljubljana, † 28. september 2019, Ljubljana.
Beširević je v jugoslovanski ligi igral za klube Svoboda, Slovan, Borac Banja Luka in NK Rijeka. Leta 1988 je z Boracem osvojil jugoslovanski pokal. Med letoma 1990 in 1996, ko je končal kariero, je igral v ciprski ligi za klube Apollon Limassol, APEP Pitsilia, Aris Limassol in Omonia Aradippou, le med letoma 1992 in 1993 je igral za Celje v prvi slovenski ligi. V sezoni 1990/91 je bil najboljši strelec prve ciprske lige z devetnajstimi goli na petindvajsetih tekmah.
Od leta 2002 je v slovenski ligi vodil klube Ljubljana, Olimpija, Bela krajina, Šenčur in Svoboda.
Leta 2012 je prevzel vodenje mladinskih selekcij pri NK Bled, ter Selekciji Zgornje Gorenjske. Nato pa odšel na delo na Jesenice, k tamkajšnji ekipi, ki je nastopala v 3. SNL Center.
28. septembra 2019 je Beširević po dolgi in težki bolezni umrl v starosti 56 let v rodnem kraju, Ljubljani. 